# SVg Purgstall
Die Sportvereinigung ATP Metallbau Purgstall, kurz SVg Purgstall, ist ein Fußballverein aus der niederösterreichischen Marktgemeinde Purgstall an der Erlauf. Der Verein gehört dem Niederösterreichischen Fußballverband (NÖFV) an und spielt seit der Saison 2019/20 in der 2. Landesliga West, der fünfthöchsten Spielklasse.

## Geschichte
Die SVg Purgstall wurde im Jahre 1946 gegründet. Zu Beginn der Vereinsgeschichte spielte Purgstall zumeist in den Tiefen des niederösterreichischen Unterhauses, in der Saison 1976 stieg der Verein erstmals in die sechstklassige Unterliga auf. 1981 folgte dann der Abstieg zurück in die 1. Klasse. Nach fünf Jahren in der 1. Klasse gelang den Purgstallern dann 1986 wieder der Aufstieg in die Unterliga. 1994 folgte dann der nächste Abstieg in die 1. Klasse, diesmal brauchten die Erlauftaler jedoch nur eine Spielzeit, um den Wiederaufstieg in die Unterliga zu schaffen. In der Saison 1995/96 wurde Purgstall dann prompt Vizemeister in der Unterliga West und sicherte sich daraufhin dann über eine Relegation den erstmaligen Aufstieg in die sechstklassige Oberliga. In der Gebietsliga, wie die einstige Oberliga mittlerweile hieß, erreichte Purgstall mit dem Vizemeistertitel 2001/02 das bis dahin beste Resultat der Klubgeschichte.
Nur zwei Jahre später musste die SVg dann aber als Tabellenletzter der Gruppe West nach acht Jahren wieder den Gang in die Siebtklassigkeit antreten. In der 1. Klasse West wurde Purgstall dann in der Saison 2005/06 wieder Meister und stieg nach zwei Jahren Abstinenz in die Gebietsliga auf. Dort war der Verein jedoch in der Saison 2006/07 nicht Konkurrenzfähig und stieg als klarer Tabellenletzter direkt wieder zurück in die 1. Klasse ab. In der Saison 2007/08 setzte sich der Negativtrend fort und als abgeschlagener Tabellenletzter der Gruppe West rutschte Purgstall dann auch direkt weiter in die achte Spielklasse hinunter. In der Saison 2014/15 sicherte sich Purgstall dann nach sieben Jahren in der 2. Klasse den Meistertitel in der Gruppe Alpenvorland und stieg damit wieder in die 1. Klasse auf. In der Saison 2015/16 wurde der Klub dann auch prompt Meister in der Gruppe West der 1. Klasse und marschierte somit nach neun Jahren wieder zurück in die Gebietsliga. Als Krönung sicherte sich Purgstall, das sich als Meister der 2. Klasse für den NÖFV-Meistercup qualifiziert hatte, erstmals den niederösterreichischen Cupsieg und das damit verbundene Ticket für den ÖFB-Cup in der Folgesaison. In diesem traf der Verein in der ersten Runde auf den Zweitligisten Kapfenberger SV, gegen den der Sechstligist keine Chance hatte und mit 0:6 unterging. In der Liga wurde der Aufsteiger in der Saison 2016/17 Vizemeister. In der Saison 2018/19 wurde der Verein dann erstmals Meister der Gebietsliga West und stieg somit auch erstmalig in die fünfthöchste Spielklasse, die 2. Landesliga, auf.
In der Debütsaison war Purgstall nach der Hinrunde als Tabellenerster direkt wieder auf Meisterkurs, ehe die Spielzeit COVID-bedingt abgebrochen werden musste. Auch die Saison 2020/21 wurde abgebrochen. Als „Trost“ für den verpassten Aufstieg durfte Purgstall in der Saison 2021/22 dann wieder am Meistercup teilnehmen, den der Klub mit einem Finalsieg gegen den ASV Hohenau zum zweiten Mal für sich entschied und sich damit auch zum zweiten Mal in der Vereinsgeschichte für den ÖFB-Cup qualifizierte. In der ersten vollständigen Saison in der 2. Landesliga belegte Purgstall 2021/22 den neunten Rang. In der Saison 2022/23 mit einer Rangverbesserung: 5. Platz in Endtabelle, Stammklub des 40-fachen ÖFB-Nationalspielers und ehemaligen England-Legionärs Paul Scharner. Weiters Stammklub der U20-Nationalteamspielerin Almedina Sisic, des ehemaligen NÖFV-Präsidenten OSR Alfred Brandl und des Ehrenobmanns, NÖFV-Vorstandmitglieds Gerhard Plank.